# زاعجة ترسية
الزاعجة الترسية (Aedes scutellaris) هي إحدى أنواع البعوض، وتوجد في أمبون وجزر آرو سيرام وغينيا الجديدة. تعد ناقلة لفيروس الضنك.